# Pedro Estanislao Ramos
Pedro Estanislao Ramos ( Turmero, Capitanía General de Venezuela, 1810-  Valencia, Venezuela, 1862) fue un militar y político venezolano.

## Orígenes
Hijo natural de Brígida Ramos. Inicialmente liberal, pronto terminó por pasarse a los conservadores, se hizo amigo íntimo de José Antonio Páez, miembro del Partido Conservador y defensor de su causa durante las primeras décadas de la república. Durante la revolución de Marzo era coronel y comandante de armas en Carabobo y se sumó al levantamiento de Julián Castro Contreras, gobernador de Carabobo (mando ofrecido inicialmente a Juan Crisóstomo Falcón, gobernador de Coro). Fue elevado a general de brigada.

## Guerra Federal
A comienzos de la Guerra Federal, mientras las fuerzas del gobierno conservador retrocedían a San Carlos, el caudillo liberal Ezequiel Zamora invadía Guanare y Barquisimeto, aunque rápidamente se refugió en Portuguesa tras hacerse de un considerable botín. Contando con la confianza del gobierno, Ramos fue nombrado general en jefe quien había recibido la encomienda del gobierno para “perseguirlos y derrotarlos”. Al mando de un ejército bien equipado Ramos atacaría a Zamora desde San Carlos en coordinación con José María Rubín, que desembarcaría en Coro para avanzar sobre el interior, y Nicolás Brito atacaba desde San Fernando de Apure Nutrias para distraer a los liberales desde su retaguardia. Rubín logró tomar Coro pero fue vencido al intentar seguir tierra adentro, Brito fracaso en el primer asalto. Los sobrevivientes de Rubín se unieron a Ramos cuando éste llegó a Guanare para formar una hueste de 3.500 hombres con el coronel Manuel Vicente de las Casas.
Zamora estaba en Barinas en diciembre de 1859, momento en que le llegan las noticias de los movimientos de Ramos. Contaba con 2.000 soldados, sabiéndose inferior, se atrinchero en el pueblo de Santa Inés. Construyó trincheras con picas y parapetos en los dos caminos que llevaban al pueblo. Tenía un flanco izquierdo apoyado en el río Santo Domingo y en el derecho donde había sabanas con la caballería. Eso impedía que la posición fuera rodeada y solo podía atacar el frente.

### Santa Inés
Ramos es conocido por haber perdido frente a Zamora en Santa Inés. Al amanecer el 10 de diciembre, dos escuadrones de caballería federal fueron enviados a provocar al ejército constitucional que se aproximaba. Resultó y Ramos mando a su vanguardia a las órdenes de Rubín a asaltar el pueblo a las 10:00 horas. Aunque consiguió tomar la primera línea de parapetos fácilmente, los conservadores encontraron una feroz resistencia en la siguiente pero lograron hacerse con el extremo derecho a las 12:00. Después continuaron a la siguiente línea de ese sector que lograron tomar dos horas más tarde, sin embargo, la zona era un monte espeso donde podían fácilmente ser emboscados de continuar y decidieron retroceder. A las 16:00 horas los federales contraatacaron en toda la línea y los gubernamentales se vieron en serio riesgo de ser flanqueados. A las 18:30 los conservadores se retiraron del campo de batalla.

### Últimos tiempos
Ramos resultó gravemente herido. Al amanecer del 11 de diciembre Zamora salió en su persecución y lo venció nuevamente en la sábana de La Palma. Ramos y sus hombres se refugiaron en Barinas al día siguiente, la que abandonaron el 24 de diciembre para no ser rodeados y forzados a capitular. Zamora y sus hombres tenían el camino libre a Valencia y Caracas. 
A pesar del fracaso, Ramos no desapareció de la política, fue redactor del periódico El Independiente y lideró una facción conservadora que debilito el gobierno de Manuel Felipe de Tovar. Esto fue a favor de Páez, que conspiraba contra Tovar provocando conflictos entre éste y sus ministros hasta forzarlo a dimitir en 1861. Le sucedió su vicepresidente Pedro Gual, que meses después fue depuesto por Páez que proclamó su dictadura.
Tras haber colaborado con estos acontecimientos, el general Ramos murió sorpresivamente mientras estaba en Valencia, donde era comandante de armas, de un ataque cardíaco. Pasó a la historia como un comandante militar incompetente. Tuvo una única hija, llamada Eloísa, con su esposa Carmen Izaguirre.